# Tátrai jégtemplom
A tátrai jégtemplom vagy jégkatedrális (szlovákul: tatranský ľadový dóm) Szlovákia téli turistalátványossága, amelyet 2013 óta minden évben a magas-tátrai Tarajkán építenek fel. Az első négy évben egy-egy tematika köré épült az alkotás, 2017 óta pedig a világ valamelyik létező templomának kicsinyített mását hozzák létre nemzetközi együttműködésben. November második felétől áprilisig látogatható ingyenesen.
2015 óta a jégtemplom főépítésze Adam Bakoš.

## A helyszín
A jégtemplomot egy hűtött, 25 méter átmérőjű kupolasátorban építik fel, amely az Ótátrafüredről induló tarajkai siklóvasút felső állomásánál áll.

## Jégtemplomok évenként
2013/14
A tematika a prágai gótika volt.
2014/15
Tematika: Örökké dalolnak az erdők.
2015/16
Tematika: a barokk.
2016/17
Tematika: a szepesi gótika.
2017/18
Ebben az évben a barcelonai Sagrada Famíliát mintázták meg.
2018/19
A makett a római Szent Péter-bazilikát ábrázolta.
2019/20
A 2019 áprilisában leégett párizsi Notre-Dame-székesegyházat faragták ki.
2020/21
A szentpétervári Krisztus feltámadásának vérre épült templomát ábrázolták.
Az alkotáshoz 225 tonna jeget és 1880 jégtömböt használtak fel, 18 szobrász és 12 segítő munkájával készült. A bemutatásakor a Covid19-pandémia miatt járványügyi intézkedéseket is tettek.
2021/22
A Santiago de Compostela-i Szent Jakab-katedrálist, az El Camino végállomását mintázták meg.
Szlovák, cseh és amerikai jégszobrászok alkották 225 tonna jégből, és ebben a szezonban is a járványügyi szabályok betartásával lehetett látogatni.
2022/23
A jeruzsálemi Szent Sír-templom és a keresztút részletét faragták ki.
Újdonság volt, hogy ezúttal be lehetett menni a jégfalak közé, és körbe lehetett járni az aediculát, azaz a Szent Sírt tartalmazó kis szentélyt. Már hagyományosan ebben az évben is 225 tonna jeget és 1880 jégtömböt használt fel a 22  cseh, szlovák és német szobrász.
2023/24
A brit koronázótemplom, a westminsteri apátság makettje II. Erzsébet brit királynő 2008-as magas-tátrai látogatásának 15. évfordulója tiszteletére készült. Adam Bakoš vezetésével szlovák, cseh, lengyel és német szobrászok alkották.
Az alkotáshoz 225 tonna jeget és 1880 jégtömböt használtak fel. A tervezés az év elején kezdődött, és már januárban leadták a megrendelést a jégre.
A templom mellett egy jégből készült koronázási trónszéket is kifaragtak, ahol a látogatók fényképezkedhettek. Emellett naponta egyszer három lehetséges hely valamelyikén kiesett egy feliratos üveggolyó, amelyet a szerencsés megtaláló emléktárgyként hazavihetett. A látványossághoz tartozott a korona és a koronázási ékszerek másolata, valamint a királynő látogatásáról készült fotókiállítás.
2024/25
Ebben a szezonban II. János Pál pápa 30 évvel korábbi magas-tátrai látogatására s az ebből az alkalomból elhangzott mondatára („A Tátra nem elválaszt, hanem összeköt”) emlékezve két hozzá kötődő krakkói templomot is kifaragtak. Az egyik a waweli székesegyház részlete három toronnyal, ahol krakkói érsekként szolgált, a másik a Krakkó főterén álló Szent Adalbert-templom, ahol rendszeresen imádkozott és misézett.
Az alkotáshoz 225 tonna jeget és 1880 jégtömböt használtak fel. A nyitvatartás ideje alatt 11 koncertet is tartanak.
Ebben az évben a Pázmándon élő Varga Norbert láncfűrészes szobrász is részt vett a mű elkészítésében.